# Glenns Ferry
Glenns Ferry és una població dels Estats Units a l'estat d'Idaho. Segons el cens del 2000 tenia 1.611 habitants.

## Demografia
Segons el cens del 2000, Glenns Ferry tenia 1.611 habitants, 610 habitatges, i 428 famílies. La densitat de població era de 355,4 habitants/km².
Dels 610 habitatges en un 34,3% hi vivien nens de menys de 18 anys, en un 56,2% hi vivien parelles casades, en un 10% dones solteres, i en un 29,7% no eren unitats familiars. En el 26,7% dels habitatges hi vivien persones soles el 13,4% de les quals corresponia a persones de 65 anys o més que vivien soles. El nombre mitjà de persones vivint en cada habitatge era de 2,64 i el nombre mitjà de persones que vivien en cada família era de 3,21.
Per edats la població es repartia de la següent manera: un 32,4% tenia menys de 18 anys, un 6,3% entre 18 i 24, un 23% entre 25 i 44, un 21,8% de 45 a 60 i un 16,4% 65 anys o més.
L'edat mediana era de 36 anys. Per cada 100 dones de 18 o més anys hi havia 93,4 homes.
La renda mediana per habitatge era de 26.379 $ i la renda mediana per família de 32.019 $. Els homes tenien una renda mediana de 27.321 $ mentre que les dones 17.692 $. La renda per capita de la població era de 12.869 $. Aproximadament el 20,5% de les famílies i el 24,5% de la població estaven per davall del llindar de pobresa.

## Poblacions més properes
El següent diagrama mostra les poblacions més properes.